# (251) София
(251) София (нем. Sophia) — типичный астероид главного пояса, который был открыт 4 октября 1885 года австрийским астрономом Иоганном Пализой в Венской обсерватории и назван в честь Софии, жены немецкого астронома Хуго фон Зелигера.

Орбита астероида София и его положение в Солнечной системе
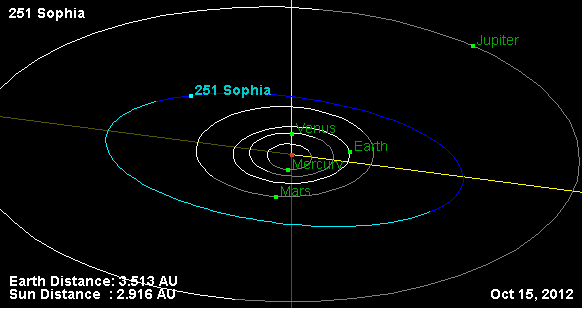
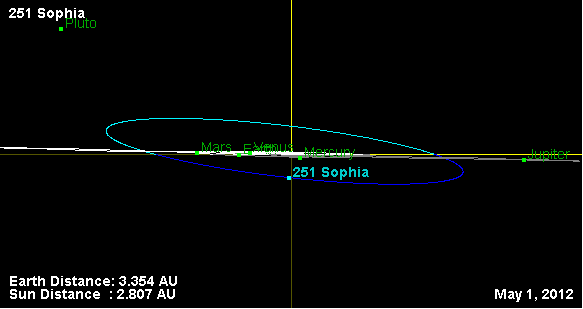